# Везелберг
Везелберг (њем. Weselberg) општина је у њемачкој савезној држави Рајна-Палатинат. Једно је од 84 општинска средишта округа Југозападни Палатинат. Према процјени из 2010. у општини је живјело 1.366 становника. Посједује регионалну шифру (AGS) 7340055.

## Географски и демографски подаци
Везелберг се налази у савезној држави Рајна-Палатинат у округу Југозападни Палатинат. Општина се налази на надморској висини од 435 метара. Површина општине износи 14,6 km². У самом мјесту је, према процјени из 2010. године, живјело 1.366 становника. Просјечна густина становништва износи 93 становника/km².